# Дурнешти (Санта Маре)
Дурнешти (рум. Durnești) насеље је у Румунији у округу Ботошани у општини Санта Маре. Oпштина се налази на надморској висини од 64 m.

## Становништво
Према подацима из 2011. године у насељу је живело 103 становника.